# ATP Auckland Open
ATP Auckland Open, oficiálně ASB Classic, je profesionální tenisový turnaj mužů hraný v novozélandském Aucklandu. Založen byl v roce 1956 a probíhá v lednovém termínu jako poslední příprava na úvodní grandslam sezóny Australian Open. Dějištěm je areál ASB Tennis Centre, v němž jsou instalovány otevřené dvorce s tvrdým povrchem GreenSet. V rámci profesionálního okruhu ATP Tour se od sezóny 2009 řadí do kategorie ATP Tour 250. V letech 1970–1989 byl turnaj součástí okruhu Grand Prix.
Do dvouhry nastupuje dvacet osm hráčů a ve čtyřhře startuje šestnáct dvojic. Tři singlové tituly v řadě získali Australan Roy Emerson (1965–1967) a Španěl David Ferrer (2011–2013). Oba hráči si připsali rekordní čtyři turnajové výhry.

## Historie
V roce 1920 hledala místní tenisová asociace Auckland Tennis stálou základnu, kde by zřídila tenisový areál. Jediné vhodné místo se nacházelo na ulici Stanley Street. Tenisový klub vynaložil tehdy značný finanční obnos 1 800 liber na přípravu výstavby nových dvorců s tvrdým povrchem. Dalších třicet let kurty sloužily pouze místním hráčům oddílu. V roce 1956 se v Aucklandu uskutečnil premiérový ročník mezinárodního turnaje Auckland Championship. Do roku 1981 se jednalo o společnou událost mužů a žen, v otevřené éře (od roku 1968) probíhající pod názvem Auckland Open. Následně se na třicet čtyři let ženská část odloučila. Ve stejném aucklandském areálu se týden před mužským turnajem konala samostatná ženská soutěž ASB Classic.
Mezi lety 1995–2015 nesla mužská událost název Heineken Open. V sezóně 2016 došlo opět ke sloučení – na ASB Classic 2016 –, v souvislosti s umenšením sponzorské role firmy Heineken. Důvodem se stala legislativní restrikce na sponzoring alkoholových produktů. Generální sponzor ženské části, bankovní dům ASB, tak převzal záštitu i nad mužským turnajem. Heineken pokračoval v dotaci aucklandské akce menší částkou. Mužská i ženská část byly v roce  2021 zrušeny pro restriktivní opatření vztahující se k pandemii covidu. V roce 2023 se stal 36letý Francouz Richard Gasquet nejstarším šampionem aucklandské dvouhry.

## Přehled finále

### Dvouhra
| Rok  | vítěz                             | finalista                         | výsledek                          |
| ---- | --------------------------------- | --------------------------------- | --------------------------------- |
| 1956 | Robert Perry                      | Allan Burns                       | 6-4, 6-3, 6-3                     |
| 1957 | finále nehráno pro děšť           | finále nehráno pro děšť           | finále nehráno pro děšť           |
| 1958 | Trevor Fancutt                    | Robert Mark                       | 2–6, 6–4, 6–2, 4–6, 6–3           |
| 1959 | Jeff Robson                       | Roy Emerson                       | 6–2, 6–4, 8–6                     |
| 1960 | Roy Emerson                       | Ronald McKenzie                   | 6–3, 6–1, 6–1                     |
| 1961 | Rod Laver                         | Roy Emerson                       | 4–6, 6–3, 6–2, 3–6, 7–5           |
| 1962 | Ken Fletcher                      | Lew Gerrard                       | 6–3, 8–10, 7–5, 6–2               |
| 1963 | Fred Stolle                       | Bob Hewitt                        | 2–6, 6–3, 6–1, 6–2                |
| 1964 | Fred Stolle                       | Lew Gerrard                       | 6–3, 6–1, 6–1                     |
| 1965 | Roy Emerson                       | Pierre Barthes                    | 3–6, 8–6, 7–5, 6–3                |
| 1966 | Roy Emerson                       | Roger Taylor                      | 6–4, 6–3, 6–1                     |
| 1967 | Roy Emerson                       | Owen Davidson                     | 6–4, 6–2, 7–5                     |
| 1968 | Barry Phillips-Moore              | Onny Parun                        | 6–3, 6–8, 1–6, 6–3, 6–2           |
| 1969 | Tony Roche                        | Rod Laver                         | 6–1, 6–4, 4–6, 6–3                |
| 1970 | Roger Taylor                      | Tom Okker                         | 6–4, 6–4, 6–1                     |
| 1971 | Robert Carmichael                 | Allan Stone                       | 7–6, 7–6, 6–3                     |
| 1972 | Ray Ruffels                       | John Alexander                    | 6–4, 6–4, 7–6                     |
| 1973 | Onny Parun                        | Patrick Proisy                    | 4–6, 6–7, 6–2, 6–0, 7–6           |
| 1974 | Björn Borg                        | Onny Parun                        | 6–4, 6–3, 6–1                     |
| 1975 | Onny Parun                        | Brian Fairlie                     | 4–6, 6–4, 6–4, 6–7, 6–4           |
| 1976 | Onny Parun                        | Brian Fairlie                     | 6–2, 6–3, 4–6, 6–3                |
| 1977 | Vidžaj Amritraž                   | Tim Wilkison                      | 7–6, 5–7, 6–1, 6–2                |
| 1978 | Eliot Teltscher                   | Onny Parun                        | 6–3, 7–5, 6–1                     |
| 1979 | Tim Wilkison                      | Peter Feigl                       | 6–3, 6–7, 6–4, 2–6, 6–2           |
| 1980 | John Sadri                        | Tim Wilkison                      | 6–4, 3–6, 6–3, 6–4                |
| 1981 | Bill Scanlon                      | Tim Wilkison                      | 6–7, 6–3, 3–6, 7–6, 6–0           |
| 1982 | Tim Wilkison                      | Russell Simpson                   | 6–4, 6–4, 6–4                     |
| 1983 | John Alexander                    | Russell Simpson                   | 6–4, 6–3, 6–3                     |
| 1984 | Danny Saltz                       | Chip Hooper                       | 4–6, 6–3, 6–4, 6–4                |
| 1985 | Chris Lewis                       | Wally Masur                       | 7–5, 6–0, 2–6, 6–4                |
| 1986 | Mark Woodforde                    | Bud Schultz                       | 6–4, 6–3, 3–6, 6–4                |
| 1987 | Miloslav Mečíř                    | Michiel Schapers                  | 6–2, 6–3, 6–4                     |
| 1988 | Amos Mansdorf                     | Rameš Krišnan                     | 6–3, 6–4                          |
| 1989 | Rameš Krišnan                     | Amos Mansdorf                     | 6–4, 6–0                          |
| 1990 | Scott Davis                       | Andrej Česnokov                   | 4–6, 6–3, 6–3                     |
| 1991 | Karel Nováček                     | Jean-Philippe Fleurian            | 7–6(7–5), 7–6(7–4)                |
| 1992 | Jaime Yzaga                       | MaliVai Washington                | 7–6(8–6), 6–4                     |
| 1993 | Alexandr Volkov                   | MaliVai Washington                | 7–6(7–2), 6–4                     |
| 1994 | Magnus Gustafsson                 | Patrick McEnroe                   | 6–4, 6–0                          |
| 1995 | Thomas Enqvist                    | Chuck Adams                       | 6–2, 6–1                          |
| 1996 | Jiří Novák                        | Brett Steven                      | 6–4, 6–4                          |
| 1997 | Jonas Björkman                    | Kenneth Carlsen                   | 7–6, 6–0                          |
| 1998 | Marcelo Ríos                      | Richard Fromberg                  | 4–6, 6–4, 7–6(7–3)                |
| 1999 | Sjeng Schalken                    | Tommy Haas                        | 6–4, 6–4                          |
| 2000 | Magnus Norman                     | Michael Chang                     | 3–6, 6–3, 7–5                     |
| 2001 | Dominik Hrbatý                    | Francisco Clavet                  | 6–4, 2–6, 6–3                     |
| 2002 | Greg Rusedski                     | Jérôme Golmard                    | 6–7, 6–4, 7–5                     |
| 2003 | Gustavo Kuerten                   | Dominik Hrbatý                    | 6–3, 7–5                          |
| 2004 | Dominik Hrbatý                    | Rafael Nadal                      | 4–6, 6–2, 7–5                     |
| 2005 | Fernando González                 | Olivier Rochus                    | 6–4, 6–2                          |
| 2006 | Jarkko Nieminen                   | Mario Ančić                       | 6–2, 6–2                          |
| 2007 | David Ferrer                      | Tommy Robredo                     | 6–4, 6–2                          |
| 2008 | Philipp Kohlschreiber             | Juan Carlos Ferrero               | 7–6(7–4), 7–5                     |
| 2009 | Juan Martín del Potro             | Sam Querrey                       | 6–4, 6–4                          |
| 2010 | John Isner                        | Arnaud Clément                    | 6–3, 5–7, 7–6(7–2)                |
| 2011 | David Ferrer                      | David Nalbandian                  | 6–3, 6–2                          |
| 2012 | David Ferrer                      | Olivier Rochus                    | 6–3, 6–4                          |
| 2013 | David Ferrer                      | Philipp Kohlschreiber             | 7–6(7–5), 6–1                     |
| 2014 | John Isner                        | Lu Jan-sun                        | 7–6(7–4),7–6(9–7)                 |
| 2015 | Jiří Veselý                       | Adrian Mannarino                  | 6–3, 6–2                          |
| 2016 | Roberto Bautista Agut             | Jack Sock                         | 6–1, 1–0, ret.                    |
| 2017 | Jack Sock                         | João Sousa                        | 6–3, 5–7, 6–3                     |
| 2018 | Roberto Bautista Agut             | Juan Martín del Potro             | 6–1, 4–6, 7–5                     |
| 2019 | Tennys Sandgren                   | Cameron Norrie                    | 6–4, 6–2                          |
| 2020 | Ugo Humbert                       | Benoît Paire                      | 7–6(7–2), 3–6, 7–6(7–5)           |
| 2021 | zrušeno kvůli pandemii koronaviru | zrušeno kvůli pandemii koronaviru | zrušeno kvůli pandemii koronaviru |
| 2022 | zrušeno kvůli pandemii koronaviru | zrušeno kvůli pandemii koronaviru | zrušeno kvůli pandemii koronaviru |
| 2023 | Richard Gasquet                   | Cameron Norrie                    | 4–6, 6–4, 6–4                     |
| 2024 | Alejandro Tabilo                  | Taró Daniel                       | 6–2, 7–5                          |
| 2025 | Gaël Monfils                      | Zizou Bergs                       | 6–3, 6–4                          |

### Čtyřhra
| Rok  | vítězové                            | finalisté                          | výsledek                          |
| ---- | ----------------------------------- | ---------------------------------- | --------------------------------- |
| 1968 | Dick Crealy Barry Phillips-Moore    |                                    |                                   |
| 1969 | Raymond Moore Roger Taylor          | Mal Anderson Toomas Leius          | 13–15, 6–3, 8–6, 8–6              |
| 1970 | Dick Crealy Ray Ruffels             |                                    |                                   |
| 1971 | Bob Carmichael Ray Ruffels          | Brian Fairlie Raymond Moore        | 6–3, 6–7, 6–4, 4–6, 6–3           |
| 1972 | Bob Carmichael Ray Ruffels          |                                    |                                   |
| 1973 | Brian Fairlie Allan Stone           |                                    |                                   |
| 1974 | Syd Ball Bob Giltinan               | Ray Ruffels Allan Stone            | 6–1, 6–4                          |
| 1975 | Bob Carmichael Ray Ruffels          | Brian Fairlie Onny Parun           | 7–6, RET.                         |
| 1976 | nedohráno                           | nedohráno                          | nedohráno                         |
| 1977 | Chris Lewis Russell Simpson         | Peter Langsford Jonathan Smith     | 7–6, 6–4                          |
| 1978 | Chris Lewis Russell Simpson         | Rod Frawley Karl Meiler            | 6–1, 7–6                          |
| 1979 | Bernard Mitton Kim Warwick          | Andrew Jarrett Jonathan Smith      | 6–3, 2–6, 6–3                     |
| 1980 | Peter Feigl Rod Frawley             | John Sadri Tim Wilkison            | 6–2, 7–5                          |
| 1981 | Ferdi Taygan Tim Wilkison           | Tony Graham Bill Scanlon           | 7–5, 6–1                          |
| 1982 | Andrew Jarrett Jonathan Smith       | Larry Stefanki Robert Van't Hof    | 7–5, 7–6                          |
| 1983 | Chris Lewis Russell Simpson         | David Graham Laurie Warder         | 7–6, 6–3                          |
| 1984 | Brian Levine John Van Nostrand      | Brad Drewett Chip Hooper           | 7–5, 6–2                          |
| 1985 | John Fitzgerald Chris Lewis         | Broderick Dyke Wally Masur         | 7–6, 6–2                          |
| 1986 | Broderick Dyke Wally Masur          | Karl Richter Rick Rudeen           | 6–3, 6–4                          |
| 1987 | Kelly Jones Brad Pearce             | Carl Limberger Mark Woodforde      | 7–6, 7–6                          |
| 1988 | Marty Davis Tim Pawsat              | Sammy Giammalva Jr. Jim Grabb      | 6–3, 3–6, 6–4                     |
| 1989 | Steve Guy Shuzo Matsuoka            | John Letts Bruce Man-Son-Hing      | 7–6, 7–6                          |
| 1990 | Kelly Jones Robert Van't Hof        | Gil'ad Bloom Paul Haarhuis         | 7–6, 6–0                          |
| 1991 | Sergio Casal Emilio Sánchez         | Grant Connell Glenn Michibata      | 4–6, 6–3, 6–4                     |
| 1992 | Wayne Ferreira Jim Grabb            | Grant Connell Glenn Michibata      | 6–4, 6–3                          |
| 1993 | Grant Connell Patrick Galbraith     | Alex Antonitsch Alexandr Volkov    | 6–3, 7–6                          |
| 1994 | Patrick McEnroe Jared Palmer        | Grant Connell Patrick Galbraith    | 6–2, 4–6, 6–4                     |
| 1995 | Grant Connell Patrick Galbraith     | Luis Lobo Javier Sánchez           | 6–4, 6–3                          |
| 1996 | Marcos Ondruska Jack Waite          | Jonas Björkman Brett Steven        | bez boje                          |
| 1997 | Ellis Ferreira Patrick Galbraith    | Rick Leach Jonathan Stark          | 6–4, 4–6, 7–6                     |
| 1998 | Patrick Galbraith Brett Steven      | Tom Nijssen Jeff Tarango           | 6–4, 6–2                          |
| 1999 | Jeff Tarango Daniel Vacek           | Jiří Novák David Rikl              | 7–5, 7–5                          |
| 2000 | Ellis Ferreira Rick Leach           | Olivier Delaître Jeff Tarango      | 7–5, 6–4                          |
| 2001 | Marius Barnard Jim Thomas           | David Adams Martín García          | 7–6, 6–4                          |
| 2002 | Jonas Björkman Todd Woodbridge      | Martín García Cyril Suk            | 7–6, 7–6                          |
| 2003 | David Adams Robbie Koenig           | Tomáš Cibulec Leoš Friedl          | 7–6, 4–6, 6–3                     |
| 2004 | Maheš Bhúpatí Fabrice Santoro       | Jiří Novák Radek Štěpánek          | 4–6, 7–5, 6–3                     |
| 2005 | Yves Allegro Michael Kohlmann       | Simon Aspelin Todd Perry           | 6–4, 7–6                          |
| 2006 | Andrei Pavel Rogier Wassen          | Simon Aspelin Todd Perry           | 6–3, 5–7, [10–4]                  |
| 2007 | Jeff Coetzee Rogier Wassen          | Simon Aspelin Chris Haggard        | 6–7, 6–3, [10–2]                  |
| 2008 | Luis Horna Juan Mónaco              | Xavier Malisse Jürgen Melzer       | 6–4, 3–6, [10–7]                  |
| 2009 | Martin Damm Robert Lindstedt        | Scott Lipsky Leander Paes          | 7–5, 6–4                          |
| 2010 | Marcus Daniell Horia Tecău          | Marcelo Melo Bruno Soares          | 7–5, 6–4                          |
| 2011 | Marcel Granollers Tommy Robredo     | Johan Brunström Stephen Huss       | 6–4, 7–6(8–6)                     |
| 2012 | Oliver Marach Alexander Peya        | František Čermák Filip Polášek     | 6–3, 6–2                          |
| 2013 | Colin Fleming Bruno Soares          | Johan Brunström Frederik Nielsen   | 7–6(7–1), 7–6(7–2)                |
| 2014 | Julian Knowle Marcelo Melo          | Alexander Peya Bruno Soares        | 4–6, 6–3, [10–5]                  |
| 2015 | Raven Klaasen Leander Paes          | Dominic Inglot Florin Mergea       | 7–6(7–1), 6–4                     |
| 2016 | Mate Pavić Michael Venus            | Eric Butorac Scott Lipsky          | 7–5, 6–4                          |
| 2017 | Marcin Matkowski Ajsám Kúreší       | Jonatan Erlich Scott Lipsky        | 1–6, 6–2, [10–3]                  |
| 2018 | Oliver Marach Mate Pavić            | Max Mirnyj Philipp Oswald          | 6–4, 5–7, [10–7]                  |
| 2019 | Ben McLachlan Jan-Lennard Struff    | Raven Klaasen Michael Venus        | 6–3, 6–4                          |
| 2020 | Luke Bambridge Ben McLachlan        | Marcus Daniell Philipp Oswald      | 7–6(7–3), 6–3                     |
| 2021 | zrušeno kvůli pandemii koronaviru   | zrušeno kvůli pandemii koronaviru  | zrušeno kvůli pandemii koronaviru |
| 2022 | zrušeno kvůli pandemii koronaviru   | zrušeno kvůli pandemii koronaviru  | zrušeno kvůli pandemii koronaviru |
| 2023 | Nikola Mektić Mate Pavić (2)        | Nathaniel Lammons Jackson Withrow  | 6–4, 6–7(5–7), 10–6               |
| 2024 | Nikola Mektić (2) Wesley Koolhof    | Marcel Granollers Horacio Zeballos | 6–3, 6–7(5–7), [10–7]             |
| 2025 | Nikola Mektić (3) Michael Venus (2) | Christian Harrison Rajeev Ram      | bez boje                          |